# Héberville
Héberville ist eine französische Gemeinde im Département Seine-Maritime in der Region Normandie. Sie hat 101 Einwohner (Stand: 1. Januar 2022) und gehört zum Kanton Saint-Valery-en-Caux und zum Arrondissement Dieppe. Die Einwohner werden Hébervillois genannt.

## Geografie
Héberville liegt etwa 50 Kilometer westsüdwestlich von Dieppe und etwa 15 Kilometer südlich der Alabasterküste. Umgeben wird Héberville von den Nachbargemeinden Ermenouville im Norden und Nordwesten, Houdetot im Norden, Bourville im Norden und Nordosten, Canville-les-Deux-Églises im Osten und Südosten, Gonzeville im Süden sowie Anglesqueville-la-Bras-Long im Westen.

## Bevölkerungsentwicklung
| Jahr                      | 1962 | 1968 | 1975 | 1982 | 1990 | 1999 | 2006 | 2013 |
| Einwohner                 | 198  | 189  | 180  | 160  | 115  | 115  | 116  | 106  |
| Quelle: Cassini und INSEE |      |      |      |      |      |      |      |      |

## Sehenswürdigkeiten
- Kirche Notre-Dame aus dem 19. Jahrhundert